# Lewis (Kansas)
Pour les articles homonymes, voir Lewis.
Lewis est une municipalité américaine située dans le comté d'Edwards au Kansas.
Lors du recensement de 2010, sa population est de 451 habitants. La municipalité s'étend alors sur une superficie de 0,33 mille carré (0,85 km2).
Lewis est fondée dans les années 1880. Elle est nommée en l'honneur de M. M. Lewis, un journaliste local.